# Brtonigla
Brtonigla (Italiaans: Verteneglio; Venetiaans: Vertenejo) is een gemeente in de Kroatische provincie Istrië.
Brtonigla telt 1579 inwoners. Hiervan beschouwt ongeveer 37.3% zich als etnisch Italiaans. Er zijn ook velen die het Italiaans als moedertaal hebben. De oppervlakte bedraagt 33 km², de bevolkingsdichtheid is 47,8 inwoners per km².
Steden (gradovi): Pazin · Buje · Buzet · Labin · Novigrad · Poreč · Pula · Rovinj · Umag · Vodnjan

Gemeenten (općine): Bale · Barban · Brtonigla · Cerovlje · Fažana · Funtana · Gračišće · Grožnjan · Kanfanar · Karojba · Kaštelir-Labinci · Kršan · Lanišće · Ližnjan · Lupoglav · Marčana · Medulin · Motovun · Oprtalj · Pićan · Raša · Sveti Lovreč · Sveta Nedelja · Sveti Petar u Šumi · Svetvinčenat · Tar-Vabriga · Tinjan · Višnjan · Vižinada · Vrsar · Žminj